# Weichholz
Weichholz bezeichnet im Unterschied zu Hartholz leichteres Holz. Der Begriff war ursprünglich zolltechnischer Natur und wurde für Hölzer mit einer Darrdichte unter 0,55 g/cm³ (beispielsweise Weide, Pappel, Linde und fast alle Nadelholzgewächse) verwendet. 
Im Möbelbau versteht man darunter überwiegend die Hölzer von Kiefer und Fichte.
In der Forstwirtschaft wird der Begriff „verdämmende Weichhölzer“ für schnell wachsende und die klassischen Wirtschaftsbaumarten bedrängende Laubhölzer wie Birke, Zitterpappel oder Faulbaum benutzt.
Der Begriff Weichholz sollte nicht mit dem englischen Begriff „softwood“ gleichgesetzt werden. „Softwood“ muss ins Deutsche korrekt mit Nadelholz übersetzt werden und bezeichnet somit in erster Linie die Herkunft des Holzes und nur indirekt die Holzeigenschaften, da es auch relativ harte Nadelhölzer gibt (z. B. Eibe).